# Sebastiano Zuccato
Sebastiano Zuccato va ser un pintor venecià del segle XVI junt amb el seu germà Francis Zuccato va ser el primer mestre de Ticià que, adonant-se del gran talent de Ticià, l'envià al pintor de la Cort Gentile Bellini. Zuccato és considerat un expert en mosaics però no ho era en la pintura ni en el dibuix.